# Hemnhal, Devadurga
Hemnhal là một làng thuộc tehsil Devadurga, huyện Raichur, bang Karnataka, Ấn Độ.